# 英塔木镇
英塔木镇，是中华人民共和国新疆维吾尔自治区伊犁哈萨克自治州伊宁县下辖的一个乡镇级行政单位。
2014年10月21日，新疆维吾尔自治区人民政府批复同意撤销英塔木乡建制，设立英塔木镇。

## 行政区划
英塔木镇下辖以下地区：
英塔木村、喀拉苏村、阿克塔木村、包尔其村、包尔其玉其温村、托万克温村、夏合勒克塔木村、托万克塔木村和木拉提村。